# Саратовски војномедицински институт
Саратовски војномедицински институт био је виша војна образовна установа стручног образовања , за обуку официрског медицинског особља санитетске службе Оружаних снага СССР и Оружаних снага Руске Федерације  у периоду од 1998. до 2010. године (када је распуштен наредбом министра одбране А.Е. Сердиукова).
Лекари за за војну службу у Руској Федерацији обучавају се за више од 120 специјалности на пет универзитета Министарства одбране Русије. Достојно место међу њима заузимао је Саратовски војномедицински институт. Основан 1998. године Уредбом Владе Руске Федерације бр. 1009, као државна виша војномедицинска образовна установа, и наследник  Војномедицинског факултета Саратовског државног медицинског института,  који је има славну традицију у обуци висококвалификованих војних лекара.

## Називи
Кроз историју дугу више од 70 година ова установа је носила следеће називе:
- Војномедицински факултет Саратовског државног медицинског института (1939—1948; 1951—1958; 1965—1998)
- Саратовски војномедицински институт (1998—2008)

## Историја

### Војномедицински факултет Саратовског државног медицинског института
Историја Саратовски војномедицински института почиње од Саратовског војномедицинског факултет основаног 1939. године, у исто време када су основани  војномедицински факултети на три највећа медицинска универзитета у Совјектском Савезу (Москви , Харкову и Саратову).
Наредбом Народног комесара одбране СССР-а од 24. августа 1940. године број 0195, факултет је  1. септембра 1940. године препотчињен начелнику Санитетске управе Црвене армије.

#### Прва реорганизација факултета (1943)
До прве реорганизација  Саратовског војномедицинског факултета, која је обављена 1943. године на  факултету је девет различитих диплома стекло 1.336 војних лекара.

#### Друга реорганизација факултета (1951)
Средином 1951. године, на основу наредбе министра војног СССР-а бр. 2342-1/20 од 7. јула 1951. године, поново је реорганизиран војномедицински факултет. Главни профил обуке кадрова за овај период била је примарна обука војних доктора авијације Оружаних снага СССР-а.

#### Укидање факултета 1958.
Дана 1. августа 1958. године Саратовски војномедицински факултет је укинут због смањење Оружаних снага СССР-а.  

### Нови почетак факултета 1964.
У складу са декретом Савета министара СССР-а од 30. децембра 1964. године, поново је 1965. године, отворен Саратовски војномедицински факултет.

### Саратовски војномедицински институт
Године  1998. године Уредбом Владе Руске Федерације број 1009 , као наследник Војномедицинског факултета Саратовског државног медицинског универзитета основан је Саратовски војномедицински институт. 
Институт је на школовање примао (без полагања пријемних испита) студенте:
- млађе од 27 година,
- држављане Русије који су завршили 4 курса медицинских или педијатријских факултета медицинског универзитета,
- који су здравствено  способни за војну службу,
- који имају високе моралне квалитете,
- који имају добар академски успех,
- који имају жељу да се посвете служби у Оружаним снагама Русије.

Селекција студената вршена је према степену физичке спремности, резултатима психофизиолошког тестирања.
Пре уписа на Институт студенти су закључивали уговоре за период студирања и на 5 година након дипломирања, и тиме стицали сва права и погодностима предвиђене законима Руске Федерације за војна лица која служе по уговору.
Институт је имао сопствену медицинску базу коју су чиниле  четири клинике, поликлиника и стоматолошка амбуланта. Клинике института, које су уједно и база војних медицинских установа Саратовске области, годишње су пружале више од 7 хиљада  стационарних медицинских услуга и 170 хиљада амбулантних прегледа и интервенција.

#### Реорганизација института 2008.
Нова реорганизација Саратовског  војномедицинског института обављена је 2008. године, када је он на основу уредбе Владе Русије, постаои огранак Војномедицинске академије С. М. Киров. из Санкт Петербурга.

#### Престанак рада института 2010.
У склопу реформе Оружаних снага Руске Федерације, а на основу  наредбе министра одбране А.Е. Сердјукова од  1. октобра 2010. године Саратовски војномедицински институт  је расформиран, а на његовим клиникама  данас је основана болница – филијала Савезне државне установе „354 ОВКГ“ Министарства одбране Русије, са 150 постеља на поликлиникама (општег профила и стоматологије).
Новооснована болница уместо института наставља да пружа медицинску негу контигентима руског Министарства одбране, који су раније били придодати клиникама СВМИ. Тиме је омогућено да се контигентима Министарства одбране Русије који живе у Саратовском гарнизону обезбеди неопходна медицинска помоћ.

## Руководиоци Института

### Војномедицински факултет Саратовског медицинског института
- војни лекар 1. реда Герасименко В. И. (1939-1941)
- пуковник медицинске службе Макаров В. А. (1942-1943)
- пуковник санитетске службе Кактиш П. И. (1951-1958)
- пуковник медицинске службе Барашков Н.А. ( 1965-1981 )
- пуковник медицинске службе Јаковљев В. И. (1981-1986)
- пуковник медицинске службе Носов А.Л. (1986-1997)

### Војномедицински факултет при Саратовском медицинском институту - Саратовски војномедицински институт
- Генерал-мајор медицинске службе Решетников В. А. (1998-2006)
- Генерал-мајор медицинске службе Громов М.С. (2006-2010)